# 动力工程多相流国家重点实验室
动力工程多相流国家重点实验室是位于西安交通大学的一个国家重点实验室，1990年开始建设，两年后建成并通过国家验收，1993年正式对外开放。现任实验室主任为郭烈锦。

## 研究领域
本实验室的研究领域属于能源动力、能源化工与能源环境。围绕多相流及其热质传输、物理、化学和生物反应等基础理论和规律这一核心，开展能源、动力、化工及环境等重要工业领域中存在的多相流体流动、传热、传质、相变、燃烧、化学反应和生化反应等过程的多相流热物理学、热化学基本理论与规律的研究。